# Nicole Mirel
Nicole Mirel (París, 1941) es una actriz francesa. Estuvo bajo las órdenes del célebre director francés Jean-Luc Godard en un segmento de la película ómnibus Los siete pecados capitales (1962).

## Filmografía
- 1959 : La Jument verte: Aline, la doncella de los Hadouin.
- 1960 : Le Saint mène la danse : Gina.
- 1961 : Vive Henri IV... vive l'amour: M de Neri.
- 1961 : Léon Morin, prêtre: Sabine Levy.
- 1961 : Un Martien à Paris: Liliane Walter.
- 1962 : Les Ennemiss: Claudie.
- 1962 : Los siete pecados capitales: la starlet.
- 1965 : La Famille Hernandez: Nicole Chardin.